# Saïd Hamulić
Saïd Hamulić (Leiderdorp, 12 november 2000) is een Nederlands voetballer van Bosnische afkomst die doorgaans als aanvaller speelt.

## Carrière
Saïd Hamulić speelde in de jeugd van RCL, UVS, Alphense Boys en Go Ahead Eagles, waar hij in 2018 weggestuurd werd. Hierna kreeg hij aanbiedingen van Airbus UK Broughton FC en Gil Vicente FC, maar deze overgangen kwamen niet rond. Na een periode clubloos te zijn geweest, sloot hij in 2020 aan bij het onder-21-elftal van Quick Boys. Nadat de competitie waar dit team in uitkwam vanwege de coronapandemie werd stilgelegd, vertrok Hamulić na een proefperiode naar het Litouwse DFK Dainava. Hier tekende hij een contract voor één seizoen. De club zou in eerste instantie in het seizoen 2021 op het tweede niveau van Litouwen uitkomen, omdat de licentieaanvraag voor de A lyga werd afgewezen, maar in maart werd toch besloten (weliswaar met drie punten aftrek) om de club toe te laten. Hamulić debuteerde voor Dainava op 6 maart 2021, in de met 0-2 verloren thuiswedstrijd tegen Nevėžis Kėdainiai. Hij scoorde 16 doelpunten en werd daarmee gedeeld tweede op de topscorerslijst van de A Lyga 2021. In februari 2022 werd Hamulić tot eind 2022 verhuurd aan het Bulgaarse Botev Plovdiv dat uitkomt in de Parva Liga. Hij speelde een wedstrijd voor het tweede team in de Vtora Liga voor de huurovereenkomst half maart alweer ontbonden werd. Hamulić werd vervolgens tot 30 juni 2022 verhuurd aan FK Sūduva dat in de Litouwse A lyga speelt.

### Toulouse FC
Op 24 januari 2023 maakt Toulouse FC bekend Hamulić overgenomen te hebben van Stal Mielec voor circa 2 miljoen euro. Ook FC Twente, Celtic FC, Bordeaux en Spezia waren geïnteresseerd in de komst van Hamulić. Op 8 februari 2023 maakt hij zijn debuut bij zijn team in een bekerwedstrijd tegen Stade de Reims. In de 72e minuut kwam hij als vervanger van Thijs Dallinga in het veld. Op 30 april 2023 won Hamulić de Coupe de France met zijn team. Hamulić zat op de bank tijdens de finale.
Op 14 mei 2023 weigerde Hamulić tegen FC Nantes een competitiewedstrijd te spelen, omdat de wedstrijd deel uitmaakte van een campagne tegen homofobie en teamuniformen met een decoratie met regenboogthema. Toulouse FC zet Hamulić, Moussa Diarra en Zakaria Aboukhlal uit de selectie.

### Vitesse
Op 18 juli 2023 werd bekend dat Vitesse Hamulić huurt van Toulouse FC tot het einde van het seizoen met een optie tot koop. Op 11 augustus 2023 in de uitwedstrijd tegen FC Volendam maakte Hamulić zijn debuut voor Vitesse. Hij gaf in de 60e minuut de assist op Mathijs Tielemans, die gelijk maakte. De wedstrijd werd met 1-2 gewonnen.

### Lokomotiv Moskou
Op 31 december 2023 werd bekend dat Lokomotiv Moskou Hamulić huurde van Toulouse FC tot het einde van het seizoen met een optie tot koop. (€ 2,6 miljoen). Op 31 maart 2024 in de thuiswedstrijd tegen FK Krasnodar maakte Hamulić zijn debuut voor Lokomotiv Moskou. Hij kwam in de 75e minuut als invaller voor Anton Miranchuk. De wedstrijd werd gelijkgespeeld.

In het seizoen 2024/25 werd hij verhuurd aan het Poolse Widzew Łódź.

## Clubstatistieken
| Seizoen                    | Club              | Land           | Competitie     | Competitie | Competitie | Beker | Beker | Europees | Europees | Totaal | Totaal |
| Seizoen                    | Club              | Land           | Competitie     | Wed.       | Dlp.       | Wed.  | Dlp.  | Wed.     | Dlp.     | Wed.   | Dlp.   |
| -------------------------- | ----------------- | -------------- | -------------- | ---------- | ---------- | ----- | ----- | -------- | -------- | ------ | ------ |
| 2021                       | DFK Dainava       | Litouwen       | A lyga         | 36         | 16         | 2     | 0     | 0        | 0        | 38     | 16     |
| 2022                       | →Botev Plovdiv II | Bulgarije      | Parva Liga     | 1          | 0          | 0     | 0     | 0        | 0        | 1      | 0      |
| 2022                       | →FK Sūduva        | Litouwen       | A lyga         | 13         | 6          | 0     | 0     | 0        | 0        | 13     | 6      |
| 2022/23                    | Stal Mielec       | Polen          | Ekstraklasa    | 17         | 9          | 1     | 0     | 0        | 0        | 18     | 9      |
| 2022/23                    | Toulouse FC       | Frankrijk      | Ligue 1        | 6          | 0          | 3     | 0     | 0        | 0        | 9      | 0      |
| 2023/24                    | →Vitesse          | Nederland      | Eredivisie     | 13         | 0          | 1     | 0     | 0        | 0        | 14     | 0      |
| 2023/24                    | →Lokomotiv Moskou | Rusland        | Premjer-Liga   | 1          | 0          | 0     | 0     | 0        | 0        | 1      | 0      |
| Carrièretotaal             | Carrièretotaal    | Carrièretotaal | Carrièretotaal | 87         | 31         | 7     | 0     | 0        | 0        | 94     | 31     |
| Bijgewerkt op 20 juli 2024 |                   |                |                |            |            |       |       |          |          |        |        |

## Interlands
Hamulić werd opgeroepen door Faruk Hadžibegić voor de nationale ploeg van Bosnië en Herzegovina. Op 17 juni 2023 maakte Hamulić zijn debuut voor het nationale elftal tegen Portugal. In de 71e minuut kwam hij als vervanger van Adrian Leon Barišić.
| 1.                         | 17 juni 2023     | Portugal – Bosnië en Herzegovina      | 3 – 0 | Europees kampioenschap kwalificatie 2024 | 0 | 0 |
| 2.                         | 20 juni 2023     | Bosnië en Herzegovina – Luxemburg     | 0 – 2 | Europees kampioenschap kwalificatie 2024 | 0 | 0 |
| Als speler van Vitesse     |                  |                                       |       |                                          |   |   |
| 3.                         | 8 september 2023 | Bosnië en Herzegovina – Liechtenstein | 2 – 1 | Europees kampioenschap kwalificatie 2024 | 0 | 0 |
| 4.                         | 15 oktober 2023  | Bosnië en Herzegovina – Portugal      | 0 – 5 | Europees kampioenschap kwalificatie 2024 | 0 | 0 |
| 5.                         | 16 november 2023 | Luxemburg – Bosnië en Herzegovina     | 4 – 1 | Europees kampioenschap kwalificatie 2024 | 0 | 0 |
| 6.                         | 19 november 2023 | Bosnië en Herzegovina – Slowakije     | 1 – 2 | Europees kampioenschap kwalificatie 2024 | 0 | 0 |
| Bijgewerkt op 20 juli 2024 |                  |                                       |       |                                          |   |   |

## Erelijst
Als speler
| Competitie      | Aantal      | Jaren       |
| Toulouse FC     | Toulouse FC | Toulouse FC |
| --------------- | ----------- | ----------- |
| Coupe de France | 1x          | 2022/23     |

Individueel
| Prijs                            | Aantal | Jaar                              |
| -------------------------------- | ------ | --------------------------------- |
| Litouwen                         |        |                                   |
| A lyga Team van jaar             | 1x     | 2021                              |
| A lyga jonge speler van de maand | 3x     | Juli 2021, oktober 2021, mei 2022 |
| Polen                            |        |                                   |
| Ekstraklasa Speler van de maand  | 1x     | Oktober 2022                      |